# 채드 존슨

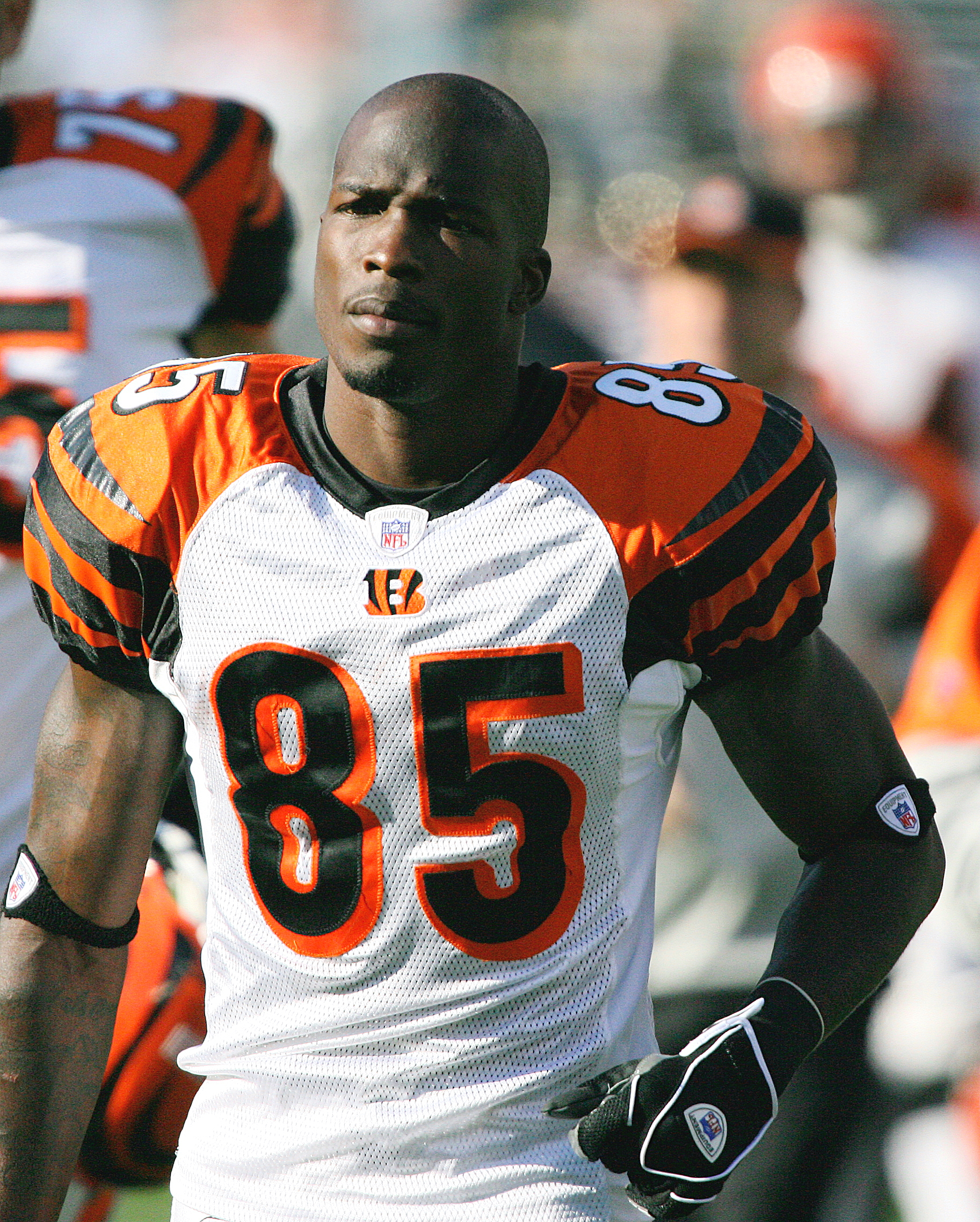
2006년의 채드 존슨

채드 재번 존슨(Chad Javon Johnson, 1978년 1월 9일~)은 채드 오초싱코(Chad Ochocinco)라고도 불리는 미국의 미식축구 선수였다.
포지션은 와이드 리시버이며 선수 생활의 대부분을 신시내티 벵골스에서 보냈다. 그가 개명한 오초싱코(Ochocinco)는 스페인어로 8, 5를 뜻하는데, 이는 2006년 개명 당시 그의 등 번호가 85번이었기 때문이다.